# Cleboprida
La cleboprida es un fármaco antagonista de la dopamina con propiedades antieméticas y procinéticas utilizados para tratar trastornos gastrointestinales funcionales. Químicamente, es una benzamida sustituida, estrechamente relacionada con la metoclopramida. Un estudio español a pequeña escala encontró que se notifican más reacciones adversas con el cleboprida que con metoclopramida, particularmente síntomas extrapiramidales.

## Características
Es un regulador de la aerofagia y el meteorismo. Es una gastrocinética como cisaprida y mosaprida, cuya acción es regular la motilidad gastrointestinal y bloquear las repercusiones digestivas causadas por el estrés. También es un antinauseoso eficaz. Está indicado para esofagitis por reflujo, dispepsia flatulenta, digestión lenta, aerogastria, gastroparesia, colon irritable. Se aplica en el tratamiento preventivo del meteorismo en exámenes radiológicos y endoscópicos. Aplicado en el tratamiento de la hernia de hiato. En pacientes pediátricos, en el tratamiento de náuseas, vómitos y otros trastornos funcionales de la motilidad digestiva. 
Potencia los efectos de las fenotiazinas y otros medicamentos dopaminérgicos en el sistema nervioso central.